# Paricalcitol
El paricalcitol, es comercializado bajo el nombre de Zemplar, es un medicamento utilizado para prevenir y tratar el hiperparatiroidismo debido a la enfermedad renal crónica. Este medicamento se toma por vía oral.
Los efectos secundarios de este medicamento incluyen diarrea, reacciones alérgicas, náuseas, dolor de cabeza y dificultad para dormir. Otros efectos secundarios pueden incluir alta toxicidad por calcio y aluminio. Existen preocupaciones de este medicamento con su uso durante el embarazo.
Este medicamento fue patentado en 1989 y aprobado para uso médico en 1998. Está disponible como medicamento genérico .  En el Reino Unido, 28 dosis de 1 microgramo le costaron al NHS aproximadamente 70 libras esterlinas en 2021. Esta cantidad en Estados Unidos es de unos 100 dólares estadounidenses . 